# 르노삼성 QM3
르노삼성 QM3(Renault Samsung QM3)는 르노삼성자동차(현 르노코리아자동차)의 소형 스포츠 유틸리티 자동차다. 르노삼성자동차(현 르노코리아자동차)의 5번째 차종이자 1세대 르노 캡쳐의 배지 엔지니어링 모델이다.

## 1세대

### QM3(2013년11월~2017년7월)

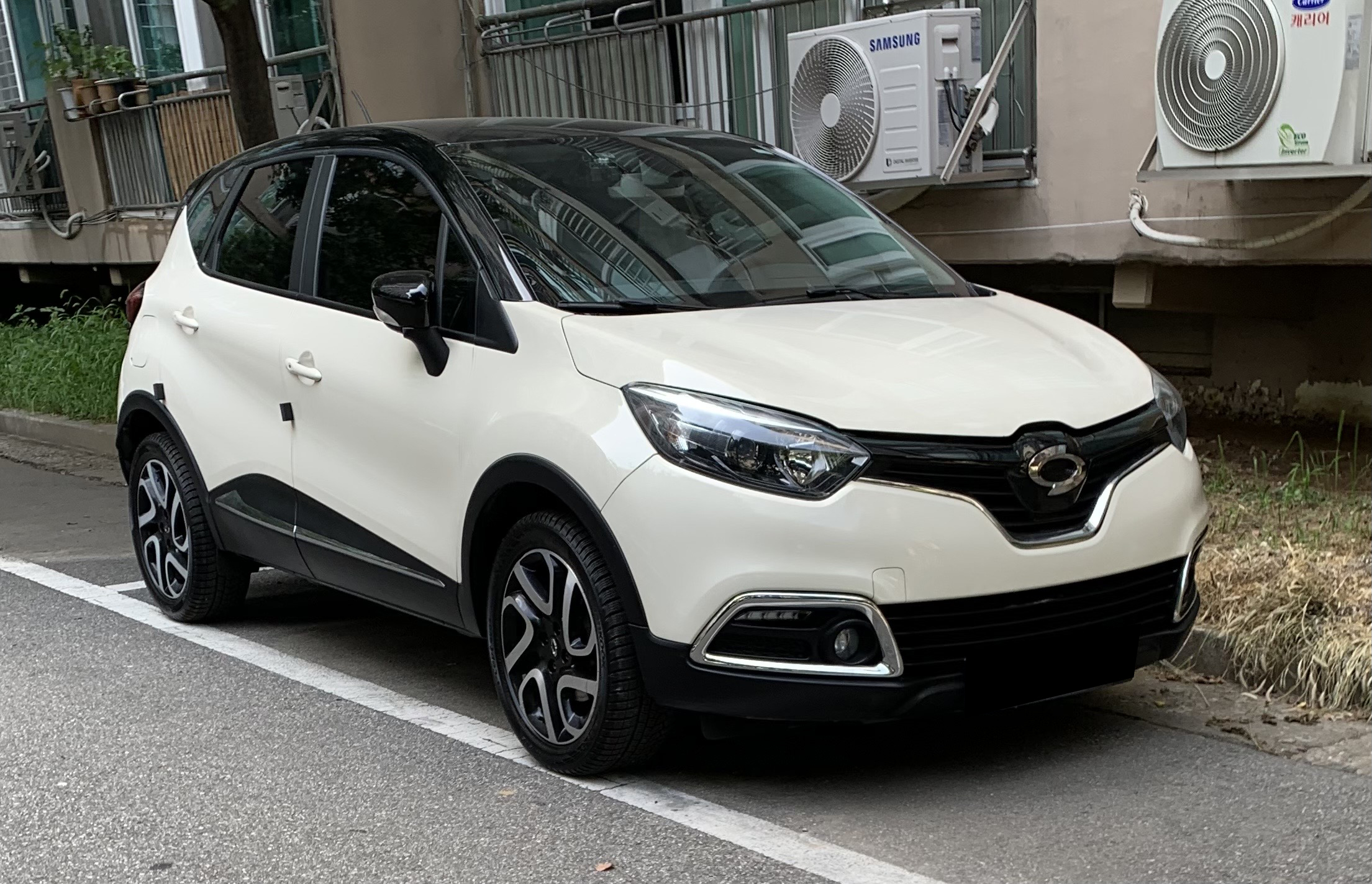
르노삼성 QM3 정측면

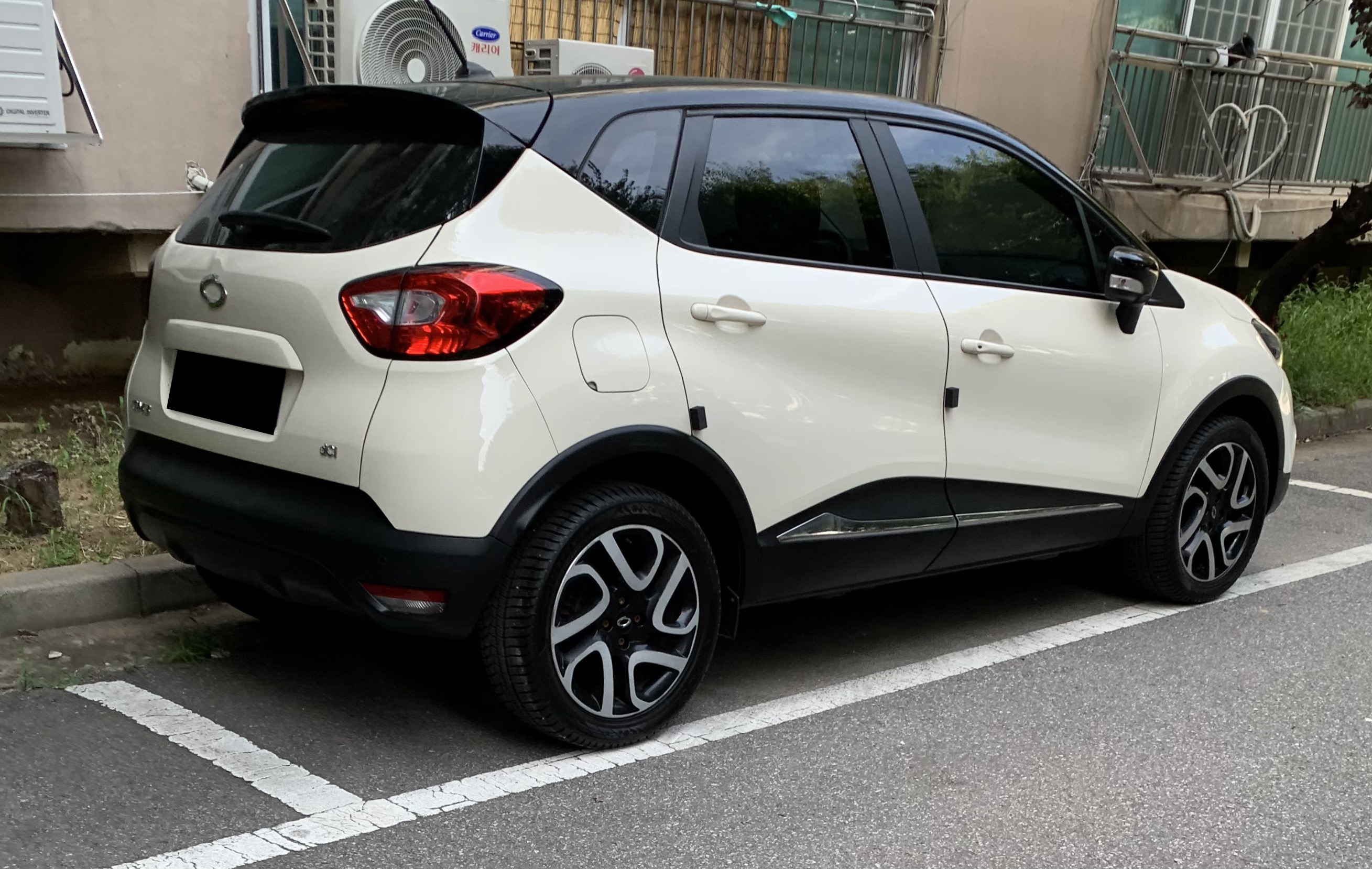
르노삼성 QM3 후측면

2013년 3월에 개최된 제네바 모터쇼에서 양산형이 공개된 르노 캡쳐의 대한민국판이다. 대한민국에서는 같은 해 3월에 개최된 서울 모터쇼에서 처음 공개되었고, 11월에 사전 예약이 이뤄져 1,000대가 우선 판매되기 시작했다. 전륜구동 플랫폼은 르노 클리오 및 닛산 쥬크와 공유하며, 90마력 K9K 1.5리터 커먼레일 디젤 엔진 역시 르노 클리오와 공용한다. 르노의 스페인 현지공장 생산분을 들여오기 때문에 국산차가 아닌 수입차로 분류되며, 부산항을 통해 수입된다. 스페인에서 생산되나 차대 번호의 국적은 프랑스(VF)로 되어 있다. 슬라이딩 방식의 글로브 박스는 12ℓ에 달하고, 동급에서 유일하게 뒷좌석 슬라이딩 시트가 적용돼 트렁크 적재 공간이 377ℓ에서 최대 455ℓ까지 증가했다. 르노에서 특허 받은 탈착식 지퍼형 시트는 지퍼로 간단하게 분리해 가정에서 쉽게 세탁할 수 있다. QM3 전용 부품 가격은 르노삼성 QM5 대비 평균 85% 수준으로 책정돼 서비스 비용의 부담을 줄였다. 2014년 12월 1일(월요일)에 선보인 2015년형은 탈착식 천연 가죽 시트, 마린 블루 바디 컬러, 신규 디자인의 데칼 등이 적용되었다. 2015년 3월 1일(일요일)에 새롭게 추가된 최상위 트림인 RE 시그니처는 소닉 레드 바디&블랙 루프(실버 스키드 포함)의 전용 컬러와 레드 데코, 천연 가죽 시트, 그립 컨트롤이 적용되었다. 같은 해 11월 18일에 선보인 2016년형은 센터 콘솔 디자인이 변경되고, 등받이 각도 조절 레버의 신규 적용과 유로 6 규제를 충족 등의 개선이 이루어졌다. 2016년 7월 1일에는 칸느 블루 바디 컬러와 블랙 컬러의 루프가 적용된 트림인 칸느 블루 스페셜 에디션이 500대 한정 판매되기 시작하였다. 초기형 중 1대는 조국 전 법무부 장관이 소유하고 있는 것으로 알려져 있다.

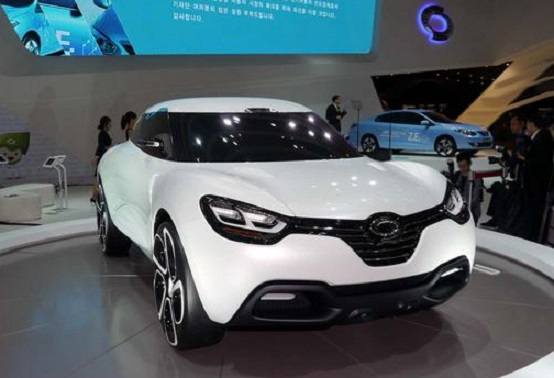
르노삼성 캡쳐 컨셉트카 정측면

| 구분                | 1.5ℓ dCi 디젤 터보                                                       |
| ------------------- | ------------------------------------------------------------------------ |
| 전장(mm)            | 4,125                                                                    |
| 전폭(mm)            | 1,780                                                                    |
| 전고(mm)            | 1,565                                                                    |
| 축거(mm)            | 2,605                                                                    |
| 윤거(전, mm)        | 1,530                                                                    |
| 윤거(후, mm)        | 1,515                                                                    |
| 승차 정원           | 5명                                                                      |
| 변속기              | 듀얼 클러치 자동 6단                                                     |
| 서스펜션(전/후)     | 맥퍼슨 스트럿/토션 빔                                                    |
| 구동 형식           | 전륜구동                                                                 |
| 엔진 형식           | K9K                                                                      |
| 연료                | 디젤                                                                     |
| 배기량(cc)          | 1,461                                                                    |
| 최고 출력(ps/rpm)   | 90/4,000                                                                 |
| 최대 토크(kg*m/rpm) | 22.4/2,000(이후 22.4/1,750~2,500으로 변경)                               |
| 연료 탱크 용량(ℓ)   | 45                                                                       |
| 요소수 탱크 용량(ℓ) | -                                                                        |
| 공차 중량(kg)       | 1,300(이후 1,305로 변경)                                                 |
| 연비(km/ℓ)          | 도심 17.0/고속 20.6/복합 18.5(이후 도심 16.8/고속 19.0/복합 17.7로 변경) |
| Co2 배출량(g/km)    | 103(이후 108로 변경)                                                     |

### 뉴 QM3(2017년7월~2020년5월)

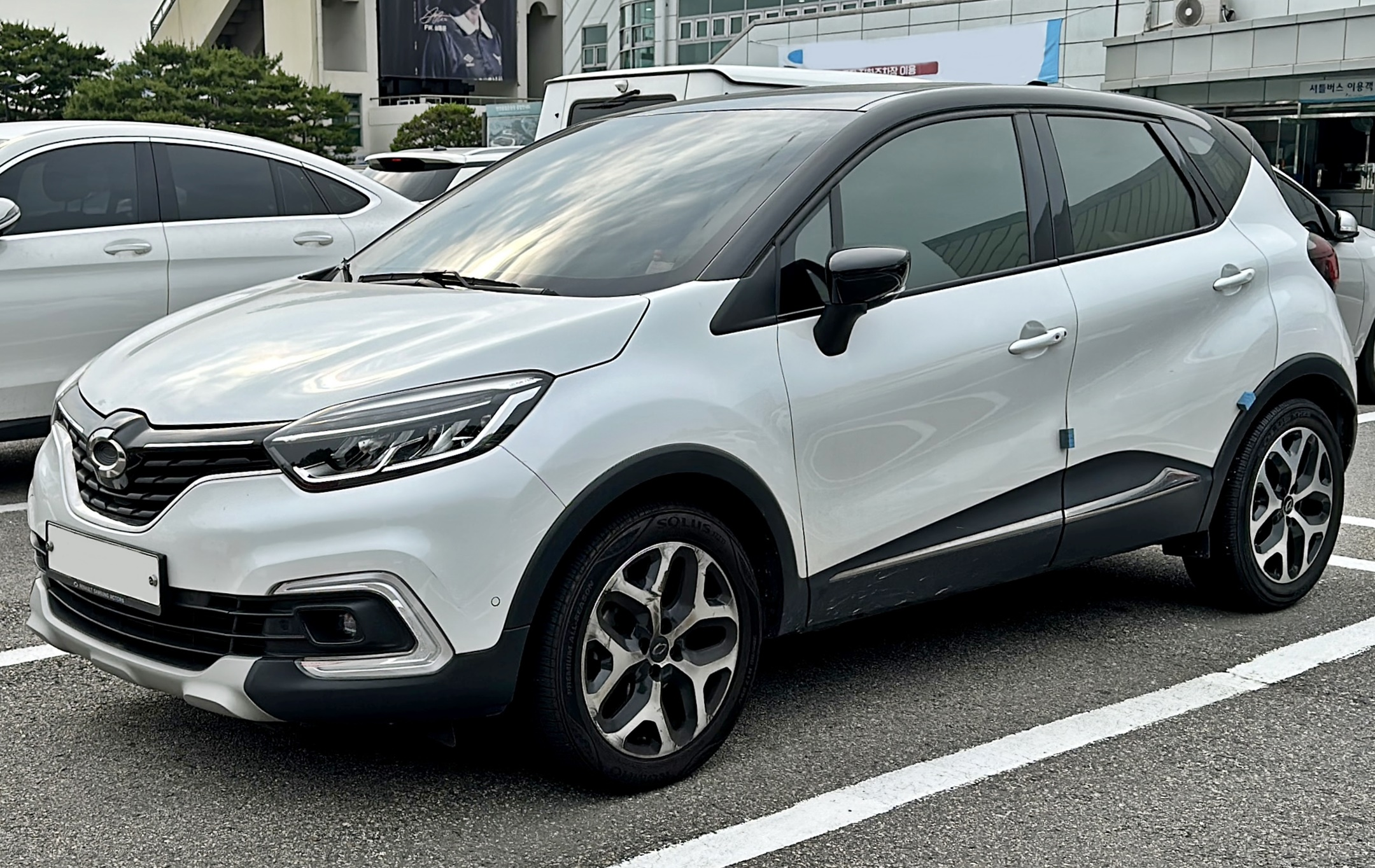
르노삼성 뉴 QM3 정측면

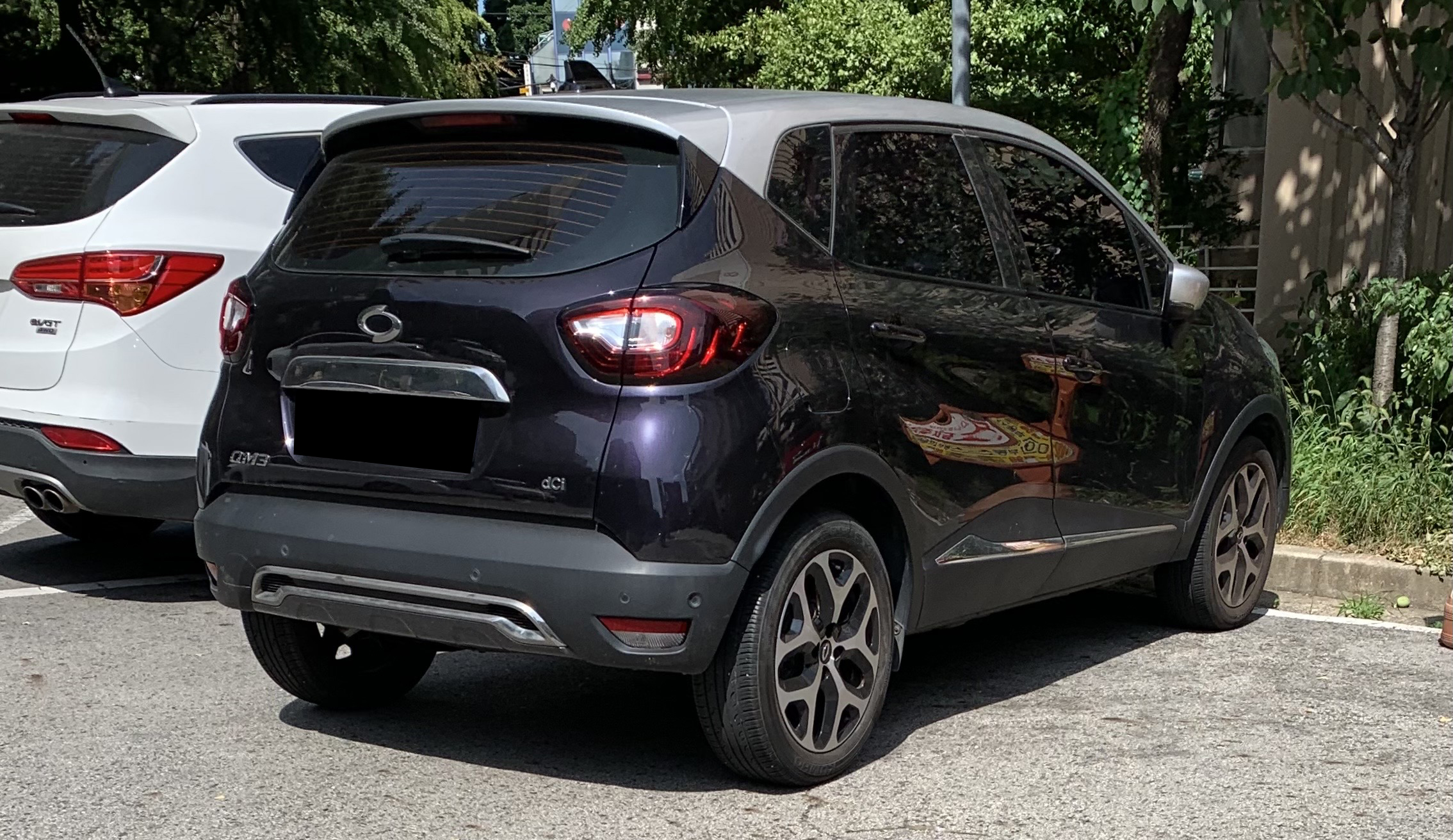
르노삼성 뉴 QM3 후측면

2017년 7월 26일(수요일)에 페이스리프트를 거친 뉴 QM3가 출시되었다. 프론트 스키드, LED 주간 주행등, 프론트룩 아이덴티티, LED PURE VISION 헤드 램프와 다이내믹 턴 시그널이 적용되었다. 아메시스트 블랙 색상이 추가되었다. 2019년 11월에 완전히 단종됐으며, 2020년 5월 13일(수요일)부터 2세대 르노 캡쳐로 대체되어 대한민국에 출시됐다.
| 구분                | 1.5ℓ dCi 디젤 터보                                                       |
| ------------------- | ------------------------------------------------------------------------ |
| 전장(mm)            | 4,125                                                                    |
| 전폭(mm)            | 1,780                                                                    |
| 전고(mm)            | 1,565                                                                    |
| 축거(mm)            | 2,605                                                                    |
| 윤거(전, mm)        | 1,530                                                                    |
| 윤거(후, mm)        | 1,515                                                                    |
| 승차 정원           | 5명                                                                      |
| 변속기              | 듀얼 클러치 자동 6단                                                     |
| 서스펜션(전/후)     | 맥퍼슨 스트럿/토션 빔                                                    |
| 구동 형식           | 전륜구동                                                                 |
| 엔진 형식           | K9K                                                                      |
| 연료                | 디젤                                                                     |
| 배기량(cc)          | 1,461                                                                    |
| 최고 출력(ps/rpm)   | 90/4,000                                                                 |
| 최대 토크(kg*m/rpm) | 22.4/2,000(이후 22.4/1,750~2,500으로 변경)                               |
| 연료 탱크 용량(ℓ)   | 45                                                                       |
| 요소수 탱크 용량(ℓ) | -                                                                        |
| 공차 중량(kg)       | 1,300(이후 1,305로 변경)                                                 |
| 연비(km/ℓ)          | 도심 16.3/고속 18.6/복합 17.3(이후 도심 16.4/고속 18.7/복합 17.4로 변경) |
| Co2 배출량(g/km)    | 107(이후 106으로 변경)                                                   |

## 역대 슬로건

### 1세대
- QM3, 당신을 기다립니다 (QM3)
- Good Is Enough (QM3)
- Better & Different (QM3)
- Capture Life (QM3, 뉴 QM3)
- CAPTURE VIVID LIFE (뉴 QM3)
- FIND YOUR VIVID (뉴 QM3)

## 안전성 논란
2014년 12월에 대한민국의 국토교통부가 발표한 신차 안전도 평가에서 최하위인 5등급을 받았다. 점수 또한 77.2점을 받아 역대 안전도 평가에서 가장 낮다. 그런데 QM3의 해외판인 르노 캡쳐는 2013년 5월에 유로 NCAP에서 별 5개를 받아 안전하다고 평가되었다. 이는 유로 NCAP과 대한민국의 신차 안전도 평가의 평가 방식 차이에 따른 것으로 추정되는데, 대한민국의 신차 안전도 평가에는 유로 NCAP에 없는 콘크리트 격벽 정면 충돌 등이 포함되어 있기 때문이다.

## 경쟁 차종
- 현대자동차 - 코나, ix25
- 기아자동차 - 니로, 쏘울, 스토닉, 셀토스
- 쉐보레 - 트랙스
- 쌍용자동차 - 티볼리
- 오펠 - 모카, 크로스랜드 X
- 뷰익 - 앙코르
- 폭스바겐 - 티크로스, 티록
- 세아트 - 아로나
- 스코다 - 예티
- 지프 - 레니게이드
- 포드 - 에코스포츠
- 시트로엥 - C3 에어크로스, C4 칵투스
- 푸조 - 2008
- 르노 - 캡쳐
- 닛산 - 쥬크
- 혼다 - HR-V
- 피아트 - 500X
- 마쓰다 - CX-3, CX-4
- 토요타 - C-HR, 러쉬